# Григорије Омиритски
Свети Григорије је био епископ омиритски и хришћански светитељ. Најпре је био ђакон у граду Медиолану, а касније је и у другим насељима проповедао хришћанство и борио се против идолопоклонства. Проповедао је хришћанство у Александрији, Етиопији и на крају у Арабији. Тамо је постао епископ Омиратски у граду Награну.

## Житије
Рођен је у побожној породици од мајке Агапије и оца Теодотија, и тако и васпитан. Хришћани верују да је још у младости имао чудотворне и исцелитељске моћи. Према причи, док је боравио у Медиолану, позвао га је један старац који је имао чудотворне, али и видовњачке способности и који га је упутио најпре у Рим, а потом и у Александрију и Етиопију и коначно у омиритски град Награн, где је предвидео да ће га патријарх александријски рукоположити за архиепископа. Такође му је прорекао велика дела, али и муке које ће доживети од „непокорних Јевреја“. Након тога, Григорије је отпутовао у Картагину, где је провео дуже време, проповедајући реч Божју. Потом је отишао у Рим, где се помолио у храму светог мученика Бонифатија и Аглаиде. Према хришћанском веровању, када је дошао на гроб светог апостола Петра, указао му се сам свети Петар који га је упутио у Награн, град у коме је владар Јеврејин Дунаан спроводио одмазде над хришћанима. Наиме, Дунаанова намера је била да уништи хришћанство, па је на свирепе начине погубио многе хришћане, међу којима и угледног кнеза Арету. То је изазвало бес грчког цара Јустина, али и етиопског цара Елезвоја, који је са војском кренуо на Дунаана и победио га. Тако је заузео његово царство и у њега вратио хришћанство. Јеврејско становништво које се тамо затекло је хтело да се покрсти, али тада то није било изводљиво, јер није било свештеника који би то могли да ураде. Зато је Елезвој потрежио помоћ од александријског патријарха да му пошаље човека који би преузео улогу епископа. Патријарја је ова вест обрадовала и он је одмах почео да тражи кандидата. Међутим, међу бројним кандидатима патријарх није могао да прихвати ниједног који би био достојан таквог чина, све док му се, према хришћанском веровању, није приказао апостол Марко који га је упутио на Григорија. Патријарх је позвао Григорија и рукоположио га за презвитера, а затим и за архиепископа. Прича каже да су присутни у току службе били сведоци чуда; Григоријево лице је сијало попут огња, а црква се испунила дивним мирисом. Након тога се Григорије опремљен, запутио ка етиопском цару који га је примио са свим почастима. Григорију се приписује да је заједно са Елезвојем заслужан за изградњу многих храмова широм омиритске земље у јужној Арабији, као и украшавање гробница многих мученика у доба владавине Дунаана и покрштавање многих нехришћана. Између осталих, изграђен је и храм светог Арете.
Елезвој је након владавине од 36 месеци морао да се врати у Етиопију, а Григорија је овластио да изабере владара међу тадашњим племством. Према веровању, Григоријева молитва је учинила да Бог међу присутнима одабере, подигне и постави поред Елезвоја човека по имену Аврамије. Пошто су се уверили у чудо, присутни су га и прихватили за цара. Након крунисања, Према савету самог Елезвоја, Григорије је постао саветник новом цару. Према његовим саветима, Аврамије је у сваком граду постављао епископе. Такође, Григорије је саветовао цара да изда наредбу по којој ће сви некрштени Јевреји морати или да се крсте или да, заједно са својим породицама, буду осуђени на смрт. То је иницирало да се најугледнији Јевреји тајно састану како би поводом тога донели неке одлуке. На тајном скупу је било различитих размишљања и предлога; неки су сматрали да је мудро да се покрсте, али да и даље тајно одржавају своју веру, док су други предлагали бесктво из те земље. Тада је један од њих, по имену Ерван предложио да се упуте самом цару и епископу и да у аргументованом разговору увиде чија је вера заправо исправна. Уколико се увере да је хришћанска вера исправнија, прихватиће је, а уколико се докаже да је то „лажна вера“, умреће срећни јер је то онда Божја воља. Цару је предочено ово решење и то га је веома наљутило, али је Григорије био веома задовољан, јер је по његовим речима било боље веру прихватити својевољно него под принудом. Након четрдесет дана припреме, ова „препирка“ се десила у граду Атари, где је присуствовао велики број Јевреја, међу којима многи веома добри познаваоци Закона. Такође, било је много присутних хришћана, а био је присутан и Григорије, који је заправо и водио разговор са Ервином. Једна од Ервинових замерки је била та што хришћани верују у три Бога (Оца, Сина и Светога Духа), иако је по Закону Бог један. Међутим, епископ је на то одговорио да хришћани верују у једно божанство које има три лица. Такође, причали су о Нојевој барци, Мојсијевом жезлу и многим другим предањима из библије. Према, хришћанској традицији, у свим тим расправама је Григорије излазио као победник, јер је кроз њега говорио Свети Дух. Расправа се продужила на још пет дана и обе стране су биле задовољне својим говорницима, мада је Ерван признавао да је Григорије мудар човек и да га је тешко победити. Најжешћа расправа је била у вези са иконама, које је Ерван прогласио идолима, а хришћане идолопоклоницима. Међутим, Григорије је све Ерванове нападе и даље побијао аргументима. Пред сам крај Расправе, уочи петог дана, Ерван је признао својим сународницима да је сањао како се Мојсије клања Исусу и како саопштава Ервану да је то једино решење и за њега. Међутим и тај последњи дан је Ерван жестоко дискутовао, па је као последњи аргумент затражио од Григорија да му покаже свог Бога уколико он заиста постоји. Григорије је одлучио да заиста призове Бога и почео је да се моли, док су га сви присутни знатижељно гледали са помешаним осећањем радости и страха. Према причи, након молитве је настао велики земљотрес и страховита грмљавина са истока која је све присутне бацила на земљу. Када су се прибрали од страха и придигли, на истоку се указао светли облак како се спушта на земљу, усред кога се видело бљештаво и прелепо лице Исуса Христоса, обученог у хаљине саткане од муња. Људи су били задивљени и престрашени; нису могли ни да проговоре, нити да побегну. Бог им се тада обратио речима: „Због молитве епископове исцељује вас Распети од ваших отаца“, а потом нестао. Присутни Јевреји су због своје недостојности остали слепи, због чега су очајавали и молили Григорија да их покрсти и излечи, што је он, заједно са другим епископима и презвитерима и учинио. Први је био покрштен Ерван, чије је име сада било Лав, коме је сам цар био кум и кога је због његове памети поставио за члана сената и патриција. Након тога је наступило масовно покрштавање Јевреја, али и незнабожаца по читавој земљи. Према Григоријевом савету, цар је издао наредбе да куће Јевреја не буду издвојене, већ да се настане међу хришћанима. Такође, царевим указом, млади Јевреји су могли да ожене само хришћанке, а Јеврејке да се удају само за хришћане или би у противном били осуђени на смрт. Григоријева намера је била да на тај начин Јевреји забораве своју стару веру и обичаје и да се избегне да одржавају тајне скупове. Григорије је као епископ управљао црквом тридесет година и умро је 552. године.

## Празник
Српска православна црква слави га 19. децембра по црквеном, а 1. јануара по грегоријанском календару.